# ITIS

ウェブサイト:

ITIS（Integrated Taxonomic Information System）は米国連邦政府の呼びかけにより、米国商務省を中心に関連省庁および実務機関として指定されたスミソニアン博物館からなるグループにより設置された統合分類学情報システムである。米国では1996年に設置されたが、その後カナダ、メキシコ合衆国の政府関連機関も参加し、主に北米大陸に生息する生物種の分類データベースを構築している。現在、ブラジルも参加しており、世界的に適用範囲を広げてきており、国際的な関係機関との共同作業を進めている。

## リファレンス・データベース
ITISは科学的に同定された種名に関するデータを提供している。2007年7月現在、54万種の学名、通名、シノニム等を含んでいる。そのデータは北米種に集中しているが、脊椎動物と一部の無脊椎動物については、北米種以外の動物も含まれている。ITISは（北米にとっての）外来種、絶滅の危機にある両生類、渡り鳥、魚類の捕獲量、害虫およびそれらによってもたらされる問題に対して系統的なアクセスが可能なように、分類学上の固有番号 (TSN) を学名による関連づけをしている。これは、学名の命名者、日付、分布および関連の文献などが提供されたデータを含む標準的な学名を示している。また通名は北中米における公用語（英語、フランス語、スペイン語、及びポルトガル語）の主要な公用語でITIS によって利用できる。

## データベース構築
全世界の生物種および索引カタログを作成するために2000年からITIS および協力機関により作業が開始された。生物種カタログは2011年までに1800万種のチェックリストを完了することになっている。2007年3月、生物種カタログについては主要な生物種を収録する上での標石となる100万種の収録を終えた。
生物の系統分類学におけるすべてのレベルの分類は固定されている訳ではない。分類方法の多くは常に科学的議論の対象になり、研究の展開により常に追加・修正が行われている。最新の研究の記述が利用可能となり、現状の系統分類学的な議論の一致を見た場合にITISのデータベースは更新される。従って、ITIS内の記録はどの程度の信頼性があるかについての情報を含んでいる。その情報のほとんどは一次資料となる原著論文であり、他の資料については可能な限り点検作業が加わる。

## 関係機関
アメリカ
- アメリカ海洋大気庁
- アメリカ合衆国魚類野生生物局
- アメリカ合衆国環境保護庁
- アメリカ合衆国国立公園局
- アメリカ合衆国農務省
- アメリカ地質調査所
- スミソニアン博物館
- ネイチャーサーブ - NPO[3]

カナダ
- カナダ農務省（英語版）

メキシコ
- 生物多様性の知識と利用に関する国家委員会（英語版） (CONABIO)